# Udaltzaingoa
En el País Vasco, Udaltzaingoa, (término en euskera que en castellano significa Policía Local o Municipal) es el cuerpo de policía perteneciente al término municipal del País Vasco. La Ley 4/1992 de policías locales del País Vasco determina que los municipios del País Vasco que tengan una población igual o superior a cinco mil habitantes podrán crear cuerpos de policía propios. 
Las policías locales del País Vasco que están bajo el mando de los ayuntamientos no tienen jurisdicción fuera del municipio en el que estén circunscritas y no tienen mucho poder policial, aunque suelen coordinarse con la policía autonómica, la Ertzaintza, para garantizar un mayor servicio si la situación lo requiere. En el País Vasco hay 78 municipios que cuentan con policía municipal.
Aquellos municipios con menos de 5.000 habitantes cuentan con alguaciles. Sus competencias son similares a las de los agentes municipales: proteger a las autoridades de los municipios y custodiar sus edificios, señalizar y dirigir el tráfico, prestar auxilio en casos de accidentes o catástrofes y colaborar en la protección de las manifestaciones. Sin embargo, hay determinadas funciones que no pueden desarrollar, porque están limitadas a la policía municipal, como instruir atestados de accidentes o colaborar en labores de policía judicial; tampoco pueden portar armas de fuego.

## País Vasco
Los pueblos o ciudades medianas y grandes cuentan con policía municipal. En las más grandes, como Bilbao, ofrecen más servicios que en un pueblo pequeño.